# La zingara rossa
La zingara rossa (The Gypsy and the Gentleman) è un film del 1958 diretto da Joseph Losey. Tratto dal romanzo Darkness I Leave You di Nina Warner Hooker, ha come protagonista Melina Merkouri nei panni di Belle, la zingara rossa.

## Trama
Nell'Inghilterra del Settecento, Paul Deverill, un giovane aristocratico pieno di debiti e col vizio del gioco, ma in procinto di convolare a nozze con Vanessa, una ragazza di agiata famiglia, s'innamora perdutamente di una zingara mezzosangue che, credendolo ricco, intende diventarne la moglie per impossessarsi dei suoi averi.

## Produzione
Il film fu prodotto nel 1957 dalla Maurice Cowan Productions e Rank Organisation.

## Distribuzione
Distribuito nel Regno Unito dalla J. Arthur Rank Film Distributors, il film venne presentato in prima a Londra il 15 gennaio 1958, distribuito poi in Finlandia il 23 maggio e, nel febbraio 1959, anche in Turchia.